# Sophronica favareli
Sophronica favareli är en skalbaggsart som beskrevs av Maurice Pic 1944. Sophronica favareli ingår i släktet Sophronica och familjen långhorningar. Inga underarter finns listade i Catalogue of Life.